# Рзянкін Андрій Миколайович

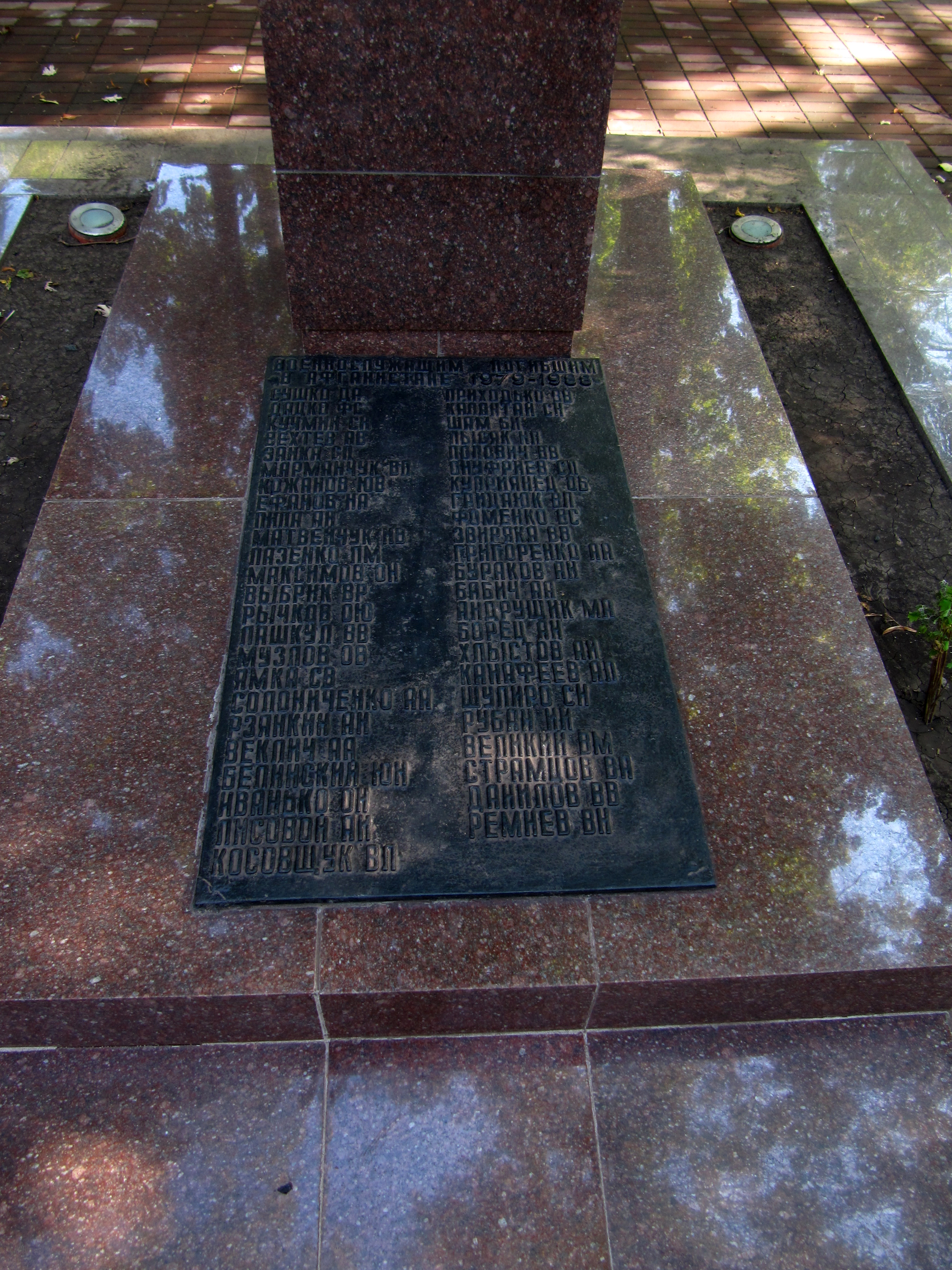
Ім'я на пам'ятнику воїнам-інтернаціоналістам на Дзержинці (Кривий Ріг)

Рзянкін Андрій Миколайович (8 жовтня 1964 , Кривий Ріг, Дніпропетровська область  — 30 листопада 1985 , Пяндж, Курган-Тюбинська область ) — радянський прикордонник, старший сержант, заступник командира взводу Керкинської десантно-штурмової маневрової групи прикордонних військ СРСР. Був представлений на звання Героя Радянського Союзу.

## Біографія
Народився 8 жовтня 1964 року у місті Кривий Ріг.
Закінчив середню школу № 34 та СПТУ № 29 в Кривому Розі. Член ВЛКСМ. Працював електриком на шахті «Жовтнева» рудоуправління імені Комінтерну.
11 листопада 1983 року його було призвано до Збройних сил СРСР Жовтневим районним військовим комісаріатом у місті Кривий Ріг. В Афганістані з травня 1984 року. Брав участь у 18 бойових операціях, зняв та знешкодив близько 150 мін супротивника. У бою 29 листопада 1985 року, під час багатоетапної операції в Пянджській зоні, між кишлаками Мугуль й Ішан-Кишлак, ризикуючи життям, висунувся до флангу противника й раптовим вогнем придушив кілька вогневих точок. Був тяжко поранений, коли прикрив тілом командира, що перебував у небезпеці. Його було евакуйовано до селища Пяндж, що знаходиться в Таджикистані, Пядзькому районі Халтонської області.
Помер 30 листопада 1985 року в Пянджській лікарні від ран. Похований у Кривому Розі на Центральному кладовищі: ділянка 3, ряд 15, могила 528.

## Нагороди
- Медаль «За відзнаку в охороні державного кордону СРСР» (13 вересня 1984);
- Медаль «За відвагу» (20 грудня 1985);
- Орден Леніна (21 березня 1986, № 451224).

## Пам'ять
- Ім'ям названо вулицю в Кривому Розі[3];
- Ім'я на пам'ятнику воїнам-інтернаціоналістам у Кривому Розі;
- Пам'ятна дошка у Кривому Розі[4];
- Турнір з кіокушин-карате в пам'ять про Андрія Рзянкіна[5];
- Ім'я носило кілька піонерських загонів та шкіл Кривого Рогу;
- Речі Андрія Рзянкіна в музеї воїнів-інтернаціоналістів у Кривому Розі[6].